# Lartigue (Gironde)
Lartigue is een gemeente in het Franse departement Gironde (regio Nouvelle-Aquitaine) en telt 55 inwoners (2009). De plaats maakt deel uit van het arrondissement Langon.

## Geografie
De oppervlakte van Lartigue bedraagt 13,3 km², de bevolkingsdichtheid is dus 4,1 inwoners per km².
De onderstaande kaart toont de ligging van Lartigue (Gironde) met de belangrijkste infrastructuur en aangrenzende gemeenten.

## Demografie
Onderstaande figuur toont het verloop van het inwonertal (bron: INSEE-tellingen).